# Sân bay Katowice-Muchowiec
Sân bay Katowice-Muchowiec (tiếng Ba Lan: Lotnisko Katowice-Muchowiec, Mã ICAO: EPKM) là một sân bay thông thường (chủ yếu là sử dụng cho mục đích thể thao) trong khu phố Manyowiec của Katowice, Ba Lan.
Nó có một đường băng bê tông không hoạt động, RWY 05/23 với kích thước 1.109 nhân 30 mét (3.638 ft × 98 ft). Có chiều dài ngưỡng di chuyển là 221 mét (725 foot) trên cả RWY 05 và RWY 23, mang lại khoảng cách hạ cánh là 888 mét (2.913 foot). Tuy nhiên, hoạt động khai thác than đã làm hỏng đường băng và nó không còn được sử dụng. Vĩ tuyến cỏ dài 770 mét RWY 23/5 cũng đóng cửa mỗi NOTAM cho đến cuối năm 2007. Điều này khiến đường băng cỏ 655 mét RWY 07/25 trở thành đường băng hoạt động duy nhất.

## Lịch sử
Sân bay được xây dựng vào những năm 1920, và được sử dụng cho hàng không dân dụng bao gồm lưu lượng hành khách theo lịch trình, bắt đầu từ năm 1926 với các chuyến bay đến Warsaw, sau đó cũng đến Cracow, Vienna qua Brno. Thiệt hại do hoạt động khai thác than đã làm mất đi lưu lượng hành khách, và bây giờ chỉ còn sử dụng cho mục đích thể thao với các chuyến đến và đi hàng không chung không thường xuyên.
Mặt khác, vì đi lại lâu từ trung tâm thành phố đến Sân bay quốc tế Katowice cách xa 30 km, đã được đề xuất với chính phủ Katowice vào năm 2005 rằng một sân bay thành phố được xây dựng tại sân bay Katowice-Muchowiec, sẽ giảm tải Sân bay Quốc tế Katowice cho tuyến hàng không chung cũng như một số giao thông theo lịch trình nhỏ hơn, phục vụ chủ yếu cho cộng đồng doanh nghiệp và phi cơ STOL.

## Đề xuất hiện đại hóa
Katowice (321 nghìn dân, 4,5 triệu người ở khu vực GOP gần đó) dự định chuyển đổi sân bay nội thành (chiều dài đường băng hiện tại: 1110 mét, chiều rộng: 30 mét) thành Sân bay Thành phố thích hợp (có không gian hạn chế để mở rộng của dải hạ cánh đến khoảng 1500 mét) sẽ phục vụ lưu vực than đang có tình trạng đông dân này. Tuy nhiên, chỉ những máy bay nhỏ hơn mới có thể sử dụng nó và nó sẽ phục vụ giao thông trong nước và kinh doanh.
Gần đây đã có quyết định xây dựng đường băng bê tông mới song song với ul. Lotnisko (Đường Lotnisko) với kích thước 850 x 25 mét là cách hành động tốt nhất. Việc hiện đại hóa hơn nữa cũng sẽ yêu cầu xây dựng các cơ sở mới, bao gồm cả nhà ga hành khách. Không rõ làm thế nào để cải thiện đề xuất được chỉnh cho phù hợp với các điều kiện buộc phải chấm dứt lưu lượng hành khách ở nơi đầu tiên. Vào mùa hè năm 2007, công việc sửa chữa sân bay đã bị đình trệ vì một cuộc đấu tranh giữa các câu lạc bộ thể thao thường trú (aeroclub) đối với bất động sản của sân bay (thuộc sở hữu của thành phố, nhưng được giao cho các câu lạc bộ hàng không cho thuê vĩnh viễn).